# Eqaluk
Eqaluk [ɜqaˈluk] (nach alter Rechtschreibung Eĸaluk; auch Eqaluit) ist eine wüst gefallene grönländische Siedlung im Distrikt Uummannaq in der Avannaata Kommunia.

## Lage
Eqaluk liegt an der Nordküste der Halbinsel Nuussuaq am Uummannap Kangerlua. Auf der anderen Fjordseite liegt 12 km nördlich Ikerasak.

## Geschichte
Eqaluk wurde 1787 als Udsted gegründet. Der Kolonialdistrikt Ũmánaĸ war der erste, wo Udsteder im eigentlichen Sinne gegründet wurden, und Eqaluk war der erste solche. Da der Fjord jedoch häufig mit Eisbergen von den östlich gelegenen Gletschern gefüllt war und somit ein Hindernis für die Schifffahrt darstellte, wurde Eqaluk schon 1791 nach Uummannatsiaq versetzt. Ein Sturm hatte zudem das Haus in Eqaluk zerstört. 1796 wurde Eqaluk ein zweites Mal besiedelt, aber 1799 nach Ikerasak versetzt.